# Biomphalaria barthi
Biomphalaria barthi es una especie de molusco gasterópodo de la familia Planorbidae en el orden de los Basommatophora.

## Distribución geográfica
Es endémica de Etiopía.     